# Логвиново (Донецкая область)
Логвиново (укр. Логвинове) — село в Бахмутском районе Донецкой области Украины. С февраля 2015 года находится под контролем Донецкой Народной Республики.

## География
К западу и северо-западу от населённого пункта проходит линия разграничения сил в Донбассе (см. Второе минское соглашение).

### Соседние населённые пункты по сторонам света

#### Под контролем Украины
С: Рассадки
СЗ: Луганское
З: Лозовое (формально в «буферной зоне»)

#### Под контролем ДНР
ЮЗ, Ю: Калиновка
ЮВ: Коммуна, город Дебальцево, Новогригоровка
СВ: Нижнее Лозовое, Санжаровка

## Население
Население по переписи 2001 года составляет 57 человек.

## История
В 2014—2015 годах село попало в зону боевых действий в ходе вооружённого конфликта на востоке Украины и было практически полностью уничтожено.
Во время боёв в Дебальцевском котле здесь велись ожесточённые сражения между блокирующими группировку украинской армии силами РФ и вооружёнными силами Украины, пытавшимися с двух сторон деблокировать окружённых. Населённый пункт занимал стратегически важное положение: заняв его, силы ДНР перерезали проходящую через село последнюю асфальтированную автомобильную дорогу, связывавшую окружённую вокруг Дебальцева группировку украинских войск с  территорией, подконтрольной центральным властям Украины.
Благодаря своевременной эвакуации удалось практически избежать потерь среди мирного населения. Однако на февраль — март 2015 года населённый пункт к проживанию был уже фактически непригоден.

## Общие сведения
Код КОАТУУ — 1420985203. Почтовый индекс — 84583. Телефонный код — 6274.

#### Адрес местного совета
84583, Донецкая область, Бахмутский р-н, с. Коммуна, ул. Центральная, 1, 2-54-73